# Angelo Arcidiacono
Angelo Arcidiacono (Catania, 25 settembre 1955 – Catania, 26 febbraio 2007) è stato uno schermidore italiano, specializzato nella sciabola.

## Biografia
Inizia sin da giovanissimo a tirare di scherma adottando subito l'arma della sciabola. Cresce sotto l'attenta guida del maestro Pasquale Timmonieri forgiatore di decine di schermitori italiani. 
Entra presto nel giro della nazionale e nel 1975 vince il titolo mondiale giovani di sciabola a Città del Messico.
Nel prosieguo della carriera ottiene diversi allori sia ai Giochi olimpici che nei Campionati del mondo, sia a livello individuale che nelle gare a squadre.
Nel 1976 vince la medaglia d'argento nella sciabola a squadre all'Olimpiade di Montreal. Successivamente vince la medaglia d'argento nella sciabola individuale alle Universiade di Sofia del 1977, la medaglia di bronzo individuale ai Campionato mondiale di Buenos Aires, nello stesso anno, e quella a squadre ai mondiali di Amburgo nel 1978.
Dopo un grave infortunio per la rottura del tendine d’Achille, che lo allontana dalle pedane per un lungo lasso di tempo, corona la sua carriera con la medaglia d'oro olimpica vinta nella gara a squadre all'Olimpiade di Los Angeles nel 1984 (in squadra con Ferdinando Meglio, Giovanni Scalzo, Gianfranco Dalla Barba e Marco Marin).
Terminata la carriera agonistica si dedicherà alla medicina, laureandosi con il massimo dei voti in medicina e chirurgia, specializzandosi in otorinolaringoiatra 
Muore nella sua città natale il 26 febbraio 2007 all'età di 51 anni.

## Palmarès

### Risultati élite
In carriera ha ottenuto i seguenti risultati:
Giochi olimpici
Individuale
A squadre
- Oro nella sciabola a Los Angeles 1984
- Argento nella sciabola a Montréal 1976

Mondiali
Individuale
- Bronzo nella sciabola a Buenos Aires 1977

A squadre
- Bronzo nella sciabola ad Amburgo 1978

Universiadi
Individuale
- Argento nella sciabola a Sofia 1977

A squadre
- Oro nella sciabola ad Bucarest 1981

Campionati italiani
Individuale
- Bronzo nella sciabola nel 1975

A squadre

### Risultati giovani
Mondiali giovanili
Individuale
- Oro nella sciabola a Città del Messico 1975

A squadre

## Riconoscimenti
- Dal 2008 il palazzetto del CUS di Catania è a lui dedicato.